# Giro della Città Metropolitana di Reggio Calabria 2025
Il Giro della Città Metropolitana di Reggio Calabria 2025, sessantasettesima edizione della corsa individuale e valevole come prova dell'UCI Europe Tour 2025 categoria 1.1, si svolse il 12 aprile 2025 su un percorso di 183,3 km, con partenza da Bova Marina e arrivo a Reggio Calabria, in Italia. La vittoria fu appannaggio dell'italiano Luca Colnaghi, il quale completò il percorso in 4h17'38", alla media di 42,689 km/h, precedendo i connazionali Davide Bais e Lorenzo Finn.
Sul traguardo di Reggio Calabria 70 ciclisti, dei 94 partiti da Bova Marina, portarono a termine la competizione.

## Squadre e corridori partecipanti
| N.    | Cod. | Squadra                            |
| ----- | ---- | ---------------------------------- |
| 1-7   | ITA  | Italia                             |
| 11-17 | TFT  | Solution Tech Vini Fantini         |
| 21-27 | VBF  | VF Group-Bardiani CSF-Faizanè      |
| 31-37 | PTV  | Team Polti VisitMalta              |
| 41-46 | MHB  | MBH Bank Ballan CSB                |
| 51-57 | BIE  | Biesse-Carrera                     |
| 61-67 | GEF  | General Store-Essegibi-F.lli Curia |

| N.      | Cod. | Squadra                         |
| ------- | ---- | ------------------------------- |
| 71-77   | TER  | Team Technipes #inEmiliaRomagna |
| 81-87   | MGK  | MG.K Vis Costruzioni e Ambiente |
| 91-97   | GSC  | Gragnano Sporting Club          |
| 101-107 | PAD  | S.C. Padovani Polo Cherry Bank  |
| 111-117 | MIG  | Monzon-Incolor-Gub              |
| 121-127 | IPD  | Sam-Vitalcare-Dynatek           |
| 131-137 | BTC  | Beltrami TSA Tre Colli          |

## Ordine d'arrivo (Top 10)
| Pos. | Corridore         | Squadra  | Tempo    |
| ---- | ----------------- | -------- | -------- |
| 1    | Luca Colnaghi     | VF Group | 4h17'38" |
| 2    | Davide Bais       | Polti    | s.t.     |
| 3    | Lorenzo Finn      | Italia   | s.t.     |
| 4    | Martin Marcellusi | VF Group | a 26"    |
| 5    | Nicolò Garibbo    | Italia   | s.t.     |
| 6    | Ben Granger       | MG.K Vis | s.t.     |
| 7    | Enrico Zanoncello | VF Group | s.t.     |
| 8    | Filippo Fiorelli  | VF Group | s.t.     |
| 9    | Javier Serrano    | Polti    | s.t.     |
| 10   | Matthew Kingston  | MG.K Vis | s.t.     |